# Campoplex coxalis
Campoplex coxalis är en stekelart som beskrevs av Maximilian Spinola 1851. Campoplex coxalis ingår i släktet Campoplex och familjen brokparasitsteklar. Inga underarter finns listade.